# Филанк
Филанк (нем. Vielank) — община в Германии, в земле Мекленбург-Передняя Померания.
Входит в состав района Людвигслуст. Подчиняется управлению Дёмиц-Маллис.  Население составляет 1397 человек (на 31 декабря 2010 года). Занимает площадь 77,38 км².
Коммуна подразделяется на 8 сельских округов.